# منتخب جزر كوك لكرة القدم
منتخب جزر كوك لكرة القدم وهو المنتخب الوطني في جزر كوك ويديره اتحاد جزر كوك لكرة القدم . لم يسبق له التأهل إلى بطولة كأس العالم .

## وصلات خارجية
- قائمة بيانات المنتخب من الموقع الرسمي للفيفا باللغة العربية